# Canal Mauricio
El canal Mauricio es un pasaje marítimo del océano Atlántico Sur de 3 kilómetros de ancho que separa a la isla de Bellingshausen de la isla Cook, pertenecientes a las islas Tule del Sur, en las islas Sandwich del Sur. Estas islas se encuentra fuera del área regida por el Tratado Antártico, pues se ubica ligeramente al norte del paralelo 60° S que por convención establece el límite de los territorios antárticos. La Dirección de Sistemas de Información Geográfica de la provincia de Tierra del Fuego cita el pasaje aproximadamente en las coordenadas 59°23′00″S 27°12′00″O / -59.38333, -27.20000.

## Historia
La expedición rusa Fabian Gottlieb von Bellingshausen en 1820 descubrió indirectamente el pasaje marítimo, al establecer que Thule del Sur se trataba de un grupo de tres islas. Fue nombrado en 1930 por el personal británico de Investigaciones Discovery a bordo del RRS Discovery II haciendo referencia a H. G. Maurice, miembro del Comité Discovery y el Colonial Office. Erróneamente, el topónimo fue traducido al castellano por Mauricio, apareciendo así en las cartas náuticas y mapas oficiales de la Argentina.
El archipiélago no se encuentra ocupado, y es reclamado por del Reino Unido que la hace parte del territorio británico de ultramar de las Islas Georgias del Sur y Sandwich del Sur, y es reclamada por la República Argentina, que la hace parte del departamento Islas del Atlántico Sur dentro de la provincia de Tierra del Fuego, Antártida e Islas del Atlántico Sur.